# جام باشگاهی بین‌المللی شیخ کمال
جام باشگاهی بین‌المللی شیخ کمال که با نام جام طلایی شیخ کمال نیز شناخته می‌شود، یک تورنمنت بین‌المللی فوتبال باشگاهی است که هر دو سال یکبار در بنگلادش برگزار می‌شود. اولین دوره آن در سال ۲۰۱۵ برگزار شد. این تورنمنت توسط باشگاه فوتبال چاتگام آباهانی با همکاری فدراسیون فوتبال بنگلادش میزبانی می‌شود. این تورنمنت در ورزشگاه ام. ای. عزیز، در شهر بندری چاتگام برگزار می‌شود.

## نتایج
| سال  | فینال             | فینال       | فینال          |                   | نیمه نهایی     | نیمه نهایی  | نیمه نهایی |
| سال  | قهرمان            | نتیجه       | نایب قهرمان    | نیمه فینالیست     | نیمه فینالیست  |             |            |
| ---- | ----------------- | ----------- | -------------- | ----------------- | -------------- | ----------- | ---------- |
| ۲۰۱۵ | چاتگام آباهانی    | ۳–۱         | بنگال شرقی     | بازان سپین غر     | محمدان داکا    |             |            |
| ۲۰۱۷ | تی‌سی اسپورتس کلاب | ۲–۲ ۴–۲ (پ) | پوچون سیتیزن   | مانانگ مارسیانگدی | چاتگام آباهانی |             |            |
| ۲۰۱۹ | ترنگانو           | ۲–۱         | چاتگام آباهانی |                   | گوکولام کرالا  | موهون باگان |            |
| ۲۰۲۱ | برگزار نشد        |             |                |                   |                |             |            |
| ۲۰۲۲ | برگزار نشد        |             |                |                   |                |             |            |
| ۲۰۲۳ | برگزار نشد        |             |                |                   |                |             |            |
| ۲۰۲۴ | برگزار نشد        |             |                |                   |                |             |            |
| ۲۰۲۵ | برگزار نشد        |             |                |                   |                |             |            |